# Martí V
El papa Martí V (gener/febrer 1369 - 20 de febrer de 1431), nascut Otto (o Oddone) Colonna, va ser el cap de l'Església catòlica i governant dels Estats Pontificis des de l'11 de novembre de 1417 fins a la seva mort el febrer de 1431. La seva elecció va acabar efectivament amb el Cisma d'Occident de 1378–1417. És l'últim papa fins ara que va prendre el nom pontifici "Martí".
Les profecies de Sant Malaquies es refereixen a aquest papa com Corona veli aurei (La corona del vel d'or), cita que fa referència a què a l'escut d'armes de la seva família, els Colonna, hi figura una corona, i al que va ser cardenal diaca de Sant Jordi del Vel d'Or.

## Biografia
Oddone Colonna va néixer a Genazzano, fill d'Agapito Colonna i Caterina Conti, entre el 26 de gener i el 20 de febrer de 1369. Pertanyia a una de les famílies més antigues i distingides de Roma . El seu germà Giordano esdevingué príncep de Salern i duc de Venosa, mentre que la seva germana Paola fou dama de Piombino entre 1441 i 1445.
Oddone va estudiar dret a la Universitat de Pavia. Va esdevenir protonotari apostòlic sota el papa Urbà VI (1378–1389), i va ser creat cardenal diaca de San Giorgio in Velabro pel papa Innocenci VII el 1405.
El 1409 participà en el Concili de Pisa, i fou un dels partidaris de l'antipapa Alexandre V. Més tard va confirmar la seva fidelitat al successor d'Alexandre, Joan XXIII, pel qual la seva família va obtenir diversos privilegis, mentre que Oddone va obtenir per a ell el vicariat de Todi, Orvieto, Perusa i Umbria. Va ser excomunicat per això el 1411 pel papa Gregori XII. Oddone va estar amb el seguici de Joan XXIII al Concili de Constança i el va seguir en la seva fugida a Schaffhausen el 21 de març de 1415. Més tard va tornar a Constança i va participar en el procés que va conduir a la deposició de Joan XXIII.

### Papat

#### Elecció
Després de deposar l'antipapa Joan XXIII l'any 1415, el Concili de Constança va estar dividit durant molt de temps per les reclamacions conflictives del papa Gregori XII (1406–15) i l'antipapa Benet XIII (1394–1423). Martí va ser elegit papa, als 48 anys, al Concili de Constança el dia de Sant Martí, l'11 de novembre de 1417. Els participants al conclave incloïen 23 cardenals i 30 delegats del concili. Va ser ordenat sacerdot el 13 de novembre de 1417, i va ser consagrat bisbe l'endemà.
Martí va deixar Constança al final del concili (maig de 1418), però va viatjar lentament per Itàlia i es va quedar a Florència. La seva autoritat a Roma estava representada pel seu germà Giordano, que havia lluitat sota el comandament de Muzio Attendolo contra el condottiero Braccio da Montone. El Papa de l'època només governava Roma (quan no era rebel) i els seus voltants: Braccio tenia Umbria, Bolonya com a comuna independent, mentre que gran part de la Romanya i les Marques estaven ocupades per "vicaris" locals, que de fet eren petits senyors hereditaris. En particular, Martin va confirmar Giorgio Ordelaffi a Forlì, Ludovico Alidosi a Imola, Malatesta IV Malatesta a Rímini, i Guidantonio da Montefeltro a Spoleto, que més tard es casaria amb la neboda del papa Caterina Colonna.

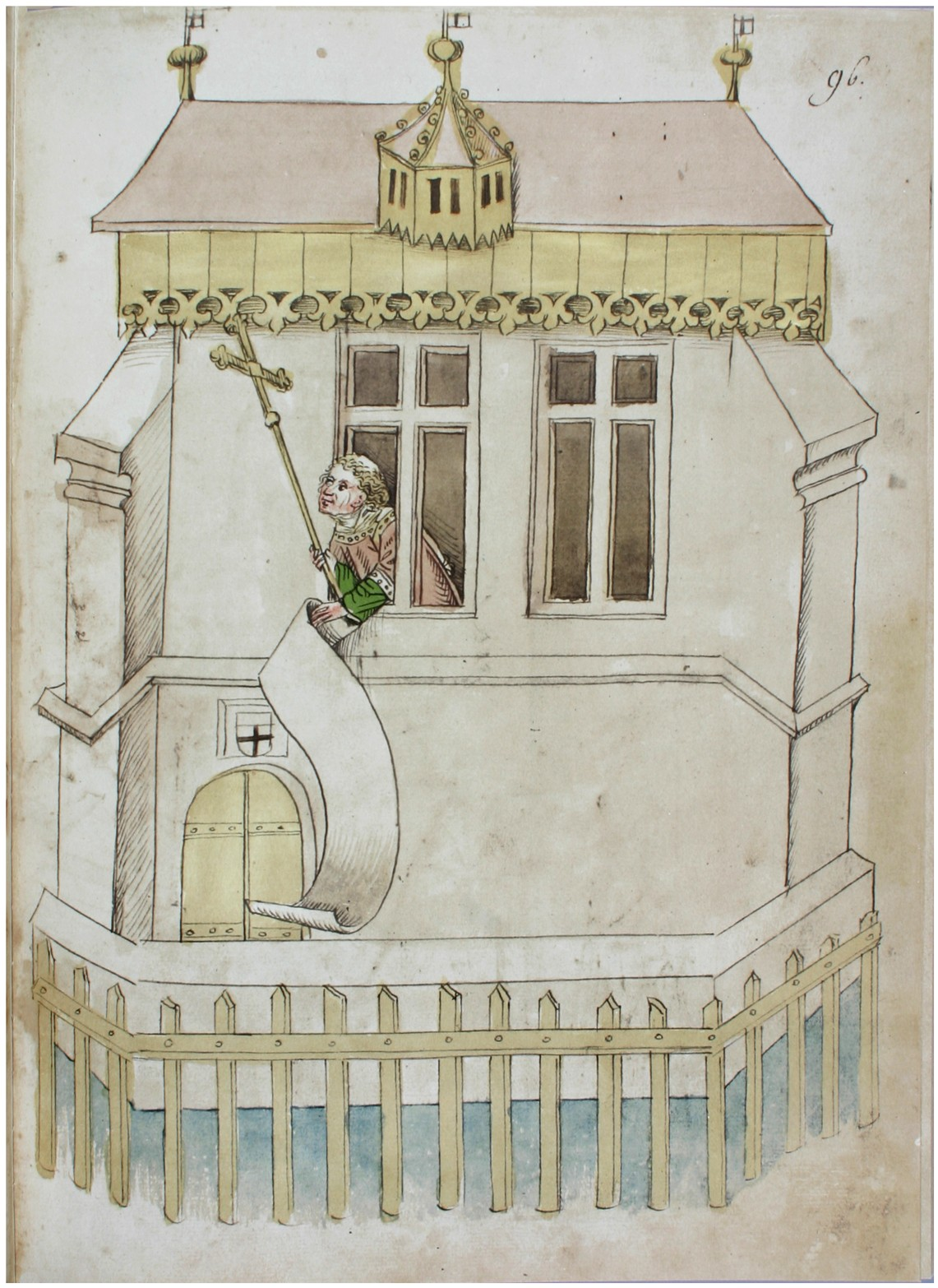
L'elecció del papa Martí com a papa. Crònica d'Ulrich de Richenthal.

A canvi del reconeixement de Joana II de Nàpols, Martí va obtenir la restitució de Benevent, diversos feus al Regne de Nàpols per als seus familiars i, el més important de tot, un acord perquè Muzio Attendolo, llavors contractat pels napolitans, abandonés Roma. Escòcia va reconèixer Martí després del Concili de Perth en octubre de 1418.
Després d'una llarga estada a Florència mentre s'arreglaven aquests assumptes, Martí va poder entrar a Roma el setembre de 1420. De seguida es va posar a treballar per establir l'ordre i restaurar les esglésies, palaus, ponts i altres estructures públiques en ruïnes. Per a aquesta reconstrucció va contractar alguns mestres famosos de l'escola toscana i va ajudar a instigar el Renaixement romà.
Davant dels plans competitius de reforma general oferts per diverses nacions, Martí V va presentar un contraesquema i va iniciar negociacions per a concordats separats, en la seva majoria vagues i il·lusoris, amb el Sacre Imperi Romanogermànic, Anglaterra i França.

#### Guerres hussites
L'any 1415 Bohèmia estava en agitació i objecte de molta discussió al Concili de Constança. Els partidaris de Jan Hus, que havia estat prèviament cremat a la foguera com a heretge pel concili, van adoptar la pràctica de la comunió sota ambdues espècies. El Concili va enviar cartes a les autoritats civils i eclesiàstiques de Bohèmia, insistint que s'ocupessin de l'heretgia. Els nobles de Bohèmia i Moràvia van respondre que la sentència sobre Hus era injusta i insultant per al seu país, i van prometre protegir els sacerdots contra els processaments episcopals per heretgia. Praga va ser posada sota interdit per acollir l'excomunicat Jan de Jesenice. Els begards van arribar atrets per la reputació de llibertat religiosa de Bohèmia.
El 1419, el rei Venceslau IV, que s'havia resistit al que considerava una ingerència en el seu regne, va ordenar que tots els beneficiaris catòlics expulsats fossin reintegrats als seus càrrecs i ingressos. Praga es va preparar per a la resistència armada. Jan Želivský, un predicador anticatòlic extrem de Praga, va dirigir una processó fins a l'ajuntament, on sota el lideratge de Jan Žižka de Trocnov, un noble del sud de Bohèmia, l'edifici va ser assaltat i la gent trobada a l'interior va ser llançada per les finestres. a les llances i espases dels processionistes, i feta trossos. A Kuttenberg, centenars d'hussites capturats van ser llençats pels miners als pous de les mines de plata en desús. El rei Venceslau va jurar la mort a tots els rebels, però va morir d'un cop l'agost de 1419. Els mesos següents van estar marcats per fets de violència; molts ciutadans, sobretot alemanys, van haver de fugir.
Venceslau va ser succeït pel seu germà Segimon, rei dels romans i rei d'Hongria, que es va preparar per restablir l'ordre. L'1 de març de 1420, el papa Martí V va emetre una butlla convidant tots els cristians a unir-se en una croada contra els wycliffes (lolards), hussites i altres heretges. El 1428, el papa va ordenar que les restes de Wycliffe, que va ser declarat heretge pòstumament el 1415, fossin excavades i cremades. Les croades contra els Lollards, però, finalment no van tenir èxit.

#### Croades
Segons Burton, el papa Martí va autoritzar una croada contra Àfrica l'any 1418 en relació al comerç d'esclaus.
A més de les croades hussites, Martí va declarar una croada contra l'Imperi Otomà el 1420 en resposta a la creixent pressió dels turcs otomans. El 1419-1420 Martín va tenir contactes diplomàtics amb l'emperador romà d'Orient Manel II, que estava invocant un concili a Constantinoble. El 12 de juliol de 1420 el Papa va concedir atorgar una indulgència a qualsevol que contribuís a una croada contra aquest últim, que seria dirigida per Segimon, rei dels Romans.

#### Guerra contra Braccio da Montone
La principal preocupació del pontificat de Martí a partir de 1423 va ser la reinici de la guerra contra Braccio da Montone. L'any següent, l'exèrcit combinat papal-napolità, dirigit per Giacomo Caldora i Francesco Sforza, el va derrotar en la batalla de l'Aquila (2 de juny de 1424); Braccio va morir pocs dies després.
El mateix any Martí va obtenir una reducció de l'autonomia de la comuna de Bolonya, les finances de la qual estarien des d'aleshores sota l'autoritat d'un tresorer papal. També va posar fi a la guerra amb Braccio da Montone a canvi del seu reconeixement com a vicari. i es va reconciliar amb el deposat Joan XXIII, a qui va donar el títol de cardenal de Tusculum.

#### Contractes anuals
El dret canònic prohibia els interessos d'un préstec. Per evitar-ho, es pagaven anualitats, interessos vigents però no de nom. La disputa sobre la legalitat dels contractes d'anualitats es va presentar davant Martí V el 1423. Va considerar que les anualitats comprades, que eren bescanviables a opció del venedor, eren lícites. Quan es va establir la legalitat de les anualitats, van ser molt utilitzades en el comerç; sembla que les ciutats estat les utilitzaven per obtenir préstecs obligatoris als seus ciutadans.

#### Concilis ecumènics periòdics
Després de la seva elecció, Martí V va sancionar diversos decrets del concili sobre la necessària reforma de l'Església, però es va negar en canvi a reconèixer la doctrina conciliarista que havia sorgit en el sínode i que suposava reconèixer la preeminència de les reunions conciliars sobre la figura papal. El que sí que va sancionar va ser un decret del Concili de Constança (Frequens) va ordenava que els consells s'haguessin de celebrar cada cinc anys. Martí V va convocar un concili l'any 1423 que es va reunir primer a Pavia, però que va haver de traslladar-se al cap de poc a Siena per la pesta que es va declarar (el "Concili de Siena"). L'assistència a ser força escassa, cosa que va donar al Papa un pretext per dissoldre'l, tan bon punt s'havia arribat a la resolució que "la unió interior de l'església per reforma havia de prevaldre sobre la unió externa". Es va prorrogar durant set anys. En aquest Concili el papa va poder comptar amb la col·laboració d'algunes nacions que, intencionadament o, no buscant els seus propis beneficis o la col·laboració amb el papat, van aconseguir impedir que es desenvolupés un programa reformista. El Concili va tancar les portes el març del 1424 sense grans avenços. El dissetè concili es va reunir llavors com a "Concili de Basilea" el febrer de 1431 poc abans de la mort de Martí.

#### Fundació de la Universitat de Lovaina
El 9 de desembre de 1425, Martin va fundar la Universitat de Lovaina o Universitas Lovaniensis a Lovaina, al Ducat de Brabant.

### La mort
Martí V va morir a Roma d'un ictus el 20 de febrer de 1431 a l'edat de 62 anys. És enterrat a la basílica de Sant Joan del Laterà.

## Punts de vista personals

### Posició sobre els jueus
L'emoció de l'Església durant el moviment hussita va fer que els jueus tinguessin aprensió, i a través de l'emperador Segismon, van obtenir del papa Martí V diverses butlles (1418 i 1422) en què es confirmaven els seus antics privilegis i en què exhortava els frares a utilitzar un llenguatge moderat. En els darrers anys del seu pontificat, però, va derogar diverses de les seves ordenances. Una reunió, convocada pels jueus a Forlì , va enviar una diputació demanant al papa Martí V d'abolir les lleis opressores promulgades per l'antipapa Benet XIII. La diputació va tenir èxit en la seva missió.

### Posició sobre l'esclavitud
Durant l'Edat Mitjana, l'esclavitud havia quedat en desús a Europa. L'Església va denunciar l'esclavitud dels cristians. Tanmateix, els viatges i els descobriments van portar a la consciència europea altres continents, on encara existia l'esclavitud, la qual cosa va plantejar la qüestió de si es permetia l'esclavitud dels no creients i fora d'Europa. Segons Burton, Martin va autoritzar una croada contra Àfrica el 1418, i això, juntament amb una butlla posterior del papa Eugeni IV (1441), va sancionar el comerç portuguès d'esclaus africans.  Al març de 1425 es va emetre una butlla que amenaçava d'excomunió per a qualsevol traficant d'esclaus cristians i ordenava als jueus portar una "insígnia d'infàmia" per dissuadir, en part, la compra de cristians. El juny de 1425 Martin va anatematitzar els que venien esclaus cristians als musulmans. El tràfic d'esclaus cristians no estava prohibit, només la venda a propietaris no cristians. La butlla papal d'excomunió emesa als comerciants genovesos de Caffa relacionada amb la compra i venda de cristians, però s'ha considerat ineficaç ja que les mesures cautelars prèvies contra els vienesos, incloses les lleis de Gazaria, permetien la venda d'ambdós cristians i esclaus musulmans. Deu esclaus africans negres van ser presentats a Martí pel príncep Enric de Portugal. Segons Koschorke, Martí va donar suport a l'expansió colonial. Davidson (1961) argumenta que el mandat de Martin contra l'esclavitud no va ser una condemna de l'esclavitud en si, sinó més aviat impulsat per la por al "poder infidel".
Norman Housley trobà "... difícil evitar la conclusió que el papa estava d'acord amb el que li demanava el rei  ... [La debilitat política] va obligar el papat renaixentista a adoptar una posició d'acceptació i inalterable quan se'l va acostar per sol·licituds de privilegis a favor d'aquestes empreses."

### Residències
Durant la seva permanència a Roma, Martí va traslladar la seva residència del Laterà a Santa Maria la Major i, a partir de 1424, a la Basílica dels Sants XII Apòstols prop del Palazzo Colonna. També va viure sovint a les ciutats de la seva família al Laci (Tívoli, Vicovaro, Marino, Gallicano i altres).

## Numeració
Quan el 1281 va ser elegit el segon Papa que va prendre el nom Martí, hi va haver confusió sobre quants Papes havien pres el nom abans. Aleshores es creia que n'hi havia tres, de manera que el nou Papa de 1281 esdevingué Martí IV. Però, en realitat, els que es creien que eren Martí II i Martí III en realitat es van anomenar Marí I i Marí II , encara que de vegades encara se'ls coneix com "Martí II" i "Martí III". Això ha avançat en dos la numeració de tots els papes posteriors Martín. Els papes Martí IV-V van ser en realitat el segon i tercer papes amb aquest nom.